# Второе дыхание (альбом)
«Второ́е дыха́ние» — третий студийный альбом российской хеви-метал группы «Натиск», который вышел на лейбле CD-Maximum в 2006 году.

## Об альбоме
«Второе дыхание» стало четвёртым диском группы, выпущенным за четыре года. Московская группа продолжила выпускать песни в стиле хард-н-хеви, ориентируясь на такие зарубежные коллективы, как Judas Priest, Iron Maiden и Accept. Среди тем песен встречаются борьба с терроризмом, эмиграция, победа во Второй мировой войне, православие в России. Сами музыканты ключевой темой, проходящей через всё творчество группы, называли «борьбу с человеческими пороками и слабостями, противостояние добра и зла».
Альбом стал последним в составе «Натиска» для первого вокалиста группы Андрея Денисова. После выхода пластинки его сменил Алексей Тышкевич.
В журнале Dark City альбом удостоился высокой оценки — четыре звезды из пяти. Рецензия в журнале Rockcor была ещё более позитивной. Сергей Сухоруков поставил ему максимальную оценку, отметив «безупречное качество звука, а также филигранную работу и технику, с которой музыканты коллектива „Натиск“ исполняют свои композиции».

## Список композиций
| №   | Название                            | Текст песни | Музыка                             | Длительность |
| --- | ----------------------------------- | ----------- | ---------------------------------- | ------------ |
| 1.  | «Террор»                            | В. Нечаев   | А. Быковский, Е. Беляев, В. Нечаев | 4:08         |
| 2.  | «Назло врагам»                      | В. Нечаев   | В. Нечаев                          | 4:08         |
| 3.  | «Скрипач»                           | А. Денисов  | А. Денисов                         | 3:12         |
| 4.  | «Монах»                             | О. Моисеева | А. Денисов                         | 5:22         |
| 5.  | «Дай мне силу!»                     | В. Нечаев   | А. Быковский, В. Нечаев            | 5:20         |
| 6.  | «Я не верю»                         | В. Нечаев   | В. Нечаев                          | 3:20         |
| 7.  | «Алая роза»                         | К. Алексеев | А. Денисов                         | 4:14         |
| 8.  | «Память»                            | В. Нечаев   | В. Нечаев                          | 3:40         |
| 9.  | «Я возвращаюсь в Москву»            | В. Нечаев   | С. Засецкий                        | 3:43         |
| 10. | «Высокое напряжение» (инструментал) | —           | В. Нечаев                          | 2:22         |

## Участники записи
- Евгений Беляев — гитара
- Андрей Денисов — вокал, клавишные, флейта
- Владимир Нечаев — гитара
- Андрей Быковский — бас-гитара
- Сергей Засецкий — ударные